# フアン・ルルフォ
フアン・ルルフォ（スペイン語: Juan Rulfo, 本名：フアン・ネポムセーノ・カルロス・ペレス＝ルルフォ・ビスカイーノ、スペイン語: Juan Nepomuceno Carlos Pérez-Rulfo Vizcaíno, 1917年5月16日 - 1986年1月7日）は、メキシコの小説家、写真家。ラテンアメリカの作家のなかでも重要な作家のひとりであるルルフォは、2冊の薄い本、『ペドロ・パラモ（Pedro Páramo）』（1955年）と短編集『燃える平原（El llano en llamas）』（1953年。『殺さねえでくれ（¡Diles que no me maten!）』を含む）によって評価されている。20世紀最高のスペイン語作家を選ぶアルファグアラ社の催した投票では、ホルヘ・ルイス・ボルヘスとともにルルフォも選ばれた。

## 初期の人生
ルルフォは、ハリスコ州サユラ（Sayula）の父方の祖父の家で生まれた。1923年に父親が殺されたのに続き、1927年には母親も亡くなった。ルルフォは祖母に引き取られ、サン・ガブリエルで育った。地主だったルルフォの一族の財産は、メキシコ革命と1926年から1928年にかけてのクリステロ戦争（Cristero War。クリステロス反乱ともいう。メキシコ革命後のメキシコ政府に対するローマ・カトリック教会Integralistの反乱）によって失われた。
1927年11月に母親が心臓発作で亡くなった時、ルルフォは10歳だった。その1年後には二人の叔父も亡くなり、ルルフォはルイス・シルバ学校に1928年から1932年までいた。小学校の6年と特別の7年目を終えてから、簿記係の免許を得たが、その職業には一度も就かなかった。1932年から1934年まで神学校（高等学校相当）に通い、大学にも進もうとしたが、グアダラハラ大学がストライキで封鎖されていたことと、予備校課程を取っていなかったことから断念した。その代わり、メキシコシティに行き、まず国立陸軍士官学校に3ヶ月在籍し、それからメキシコ国立自治大学で法律の勉強を希望した。1936年、ルルフォは政府のために働く叔父ダビッド・ペレス・ルルフォを通じて出入国管理事務所の文書係に就職し、大学の文学課程を聴講できることができた。

## 代表作
ルルフォは、同僚のエフレン・エルナンデスの指導で著作を始めた。1944年、文芸雑誌『パン（Pan）』」を共同で立ち上げた。出入国管理事務所のなかで昇進し、派遣員としてメキシコを旅した。1946年、出入国管理事務所を辞し、グッドリッチ・エウスカディの主任となった。ルルフォの穏やかな性格は、卸売セールスマンに向いており、1952年に会社の車にラジオを欲したという理由でクビを切られるまで、南メキシコ中を旅して回った。
1948年4月、ルルフォは、グアダラハラでクララ・アパリシオと結婚した。ルルフォはロックフェラー財団が支援するCentro Mexicano de Escritoresの特別研究員となった。それで1952年から1954年にかけて、ルルフォの名を有名にする2冊の本を書くことができた。
最初の本は、苛酷な現実を描いた短編集『燃える平原』（1953年）で、メキシコ革命とクリステロス反乱の時代のメキシコの田舎にまつわる話を中心としたものだった。この短編集のなかでとくに有名なものが、処刑されることになった老人が主人公の「殺さねえでくれ」と、傷ついた息子を背負って医者を探す男を描いた「犬の声は聞こえんか（¿No oyes ladrar los perros?）」である。
二番目の本『ペドロ・パラモ』（1955年）は、短めの長編小説である。フアン・プレシアドという名前の男が、父親を探して、死んだ母親の故郷コマラにやってくる。そこは文字通りのゴーストタウンで、幽霊の住民が住んでいた。発表当時の反応は、冷ややかかつ批判的で、最初の4年間でわずか2000部しか売れなかったが、その後高い評価を受けることになった。『ペドロ・パラモ』はガブリエル・ガルシア＝マルケスなどラテンアメリカの作家たちに重大な影響を与えた。
ガブリエル・ガルシア＝マルケスは、最初の4冊の本を書いた後、小説家として八方ふさがりになったように感じ、1961年に『ペドロ・パラモ』を見つけ、人生が変わったと述べている。ガブリエル＝マルケスは、「（ルルフォの公刊されたすべては全部合わせても）合計300ページしかない。だが、それはソポクレスが我々に残したものとほぼ同じページ数で、やはりソポクレス同様に永遠に残るものと信じている」と語っている。

## 後期の生涯
2冊の本を出した後、ルルフォは、実質的に物語体のフィクションの執筆を辞めたものの、メキシコ文学界の主要人物であることに変わりはなかった。1956年から、映画およびテレビの脚本を書き始めた。ルルフォが原案で、カルロス・フエンテスとガブリエル・ガルシア＝マルケスが脚本を担当したメキシコ映画『El gallo de oro（黄金の軍鶏）』はそのなかでも最も有名な作品である。また、ガルシア＝マルケス原作の『En este pueblo no hay ladrones（この村に泥棒はいない）』では（ガルシア＝マルケスと一緒に）役者として出演もしている。
生前に出版したものは僅かだったが、ルルフォは優れた写真家でもあった。1960年にはグアダラハラで作品を展示している。しかし、それ以降は、1980年にルルフォの名声が高まって、ベジャス・アルテス宮殿で作品が展示されるまでなかった。現在、ルルフォ財団によって世界中で展示されたルルフォの写真の本が多数ある。さらに、1962年から亡くなる年まで、ルルフォはメキシコの政府機関INI（国立先住民局、Instituto Nacional Indigenista）出版部のディレクターならびに編集長を勤めた。ルルフォの下でINIは当時のメキシコ先住民コミュニティの生活を記録した写真集のシリーズを出版した。
1960年代にルルフォはハリスコ州でのクリステロス反乱を扱った『La cordillera（山脈）』というタイトルの2冊めの長編小説を書いていると語ったが、それは出版されることも誰かに見せることもなく破棄された。少数のパッセージと全体のアウトラインだけが、死後出版されたルルフォのノートブックのなかに残っている。
1970年、ルルフォはメキシコ国民文学賞を受賞した。1980年には、メキシコ言語アカデミア（Academia Mexicana de la Lengua）会員に選ばれ、ベジャス・アルテス宮殿で讃えられた。1983年には、文学に対する貢献でアストゥリアス皇太子賞（Premios Príncipe de Asturias）を受賞した。
ヘビースモーカーだったルルフォは1986年、メキシコシティで肺癌で亡くなった。68歳。息子で映画監督のフアン・カルロス・ルルフォ（Juan Carlos Rulfo, 1964年 - ）は1999年、亡き父親の思い出に映画『Del olvido al no me acuerdo』を捧げた。

## 日本語訳
- 『ペドロ・パラモ』 杉山晃、増田義郎訳（岩波書店、1979／岩波文庫、1992）
- 『燃える平原』 杉山晃訳（書肆風の薔薇・叢書アンデスの風、1990／岩波文庫、2018）